# Finsterwalde
Finsterwalde (dolnolužicky Grabin) je město v německé spolkové zemi Braniborsko (zemský okres Labe-Halštrov). Má přibližně 16 tisíc obyvatel a nachází se v historickém regionu Dolní Lužice 110 km jižně od Berlína. Má nadmořskou výšku 108 m a protéká jím říčka Schackebach. První písemná zmínka o městě pochází z roku 1282. K městu byly připojeny také vesnice Pechhütte (Smólnica) a Sorno (Žarnow).
Od 19. století je Finsterwalde významným centrem textilního, strojírenského, potravinářského a tabákového průmyslu. Sídlí zde firma Kjellberg Finsterwalde, která vyrábí svářecí elektrody. Nedaleko Finsterwalde se také nachází největší solární park v Německu o rozloze 210 ha.
Město je také známé díky popěvku o zpěvácích z Finsterwalde, podle níž má město přezdívku „Sängerstadt“ a koná se zde od roku 1954 v každém sudém roce hudební festival. Památkami města jsou renesanční zámek, radnice, kostel sv. Trojice, secesní Bauerova vila a dům vyzdobený scénami z pohádek bratří Grimmů. Ve Finsterwalde se také nachází hasičské muzeum a železniční muzeum.